# Турунов, Михаил Николаевич
 Михаил Николаевич Турунов  (2 (15) декабря 1813 — 19 (31) марта 1890) — действительный тайный советник, сенатор, председатель Санкт-Петербургского цензурного комитета, член Совета  Главного управления по делам печати.

## Биография
Родился в купеческой семье. Окончил полный курс наук в Московском университете со степенью кандидата словесных наук. 1 апреля 1835 года определён на службу в Павловский кадетский корпус учителем истории. 1 июня 1838 года причислен к военно-походной Его Императорского Величества канцелярии с оставлением в прежней должности. 23 января 1839 года причислен к департаменту генерального штаба с оставлением на службе в Павловском кадетском корпусе. 7 сентября того же года утверждён в чине титулярного советника. 14 апреля 1840 года произведён в коллежские асессоры.
30 сентября назначен секретарем канцелярии департамента генерального штаба. С 19 декабря 1842 года — учёный секретарь военно-ученого комитета по отделению генерального штаба, с оставлением в прежней должности. 4 апреля 1843 года переведён в военное министерство для занятии во 2-е отделение. 23 октября того же года назначен старшим чиновником отделения свода военных постановлений. 15 мая 1844 года уволен от должности учёного секретаря. 23 апреля 1850 года получил чин статского советника. С 16 июня по 2 сентября временно исполнял обязанности начальника отделения свода военных постановлений.
2 октября 1851 года был назначен членом комиссии для расследования преступлении губернского секретаря Штейна. 30 марта того же года временно исполнял должность главного редактора свода военных постановлений, и в том же году за исполнение этой должности ему была объявлена благодарность директора канцелярии.
18 апреля того же года назначен членом комиссии для разбора и пересмотра протоколов, актов и брульонов представленных комиссией по приведению в известность количества и качества земель, занимаемых Уральским казачьим войском и Букеевской орды.
12 апреля 1853 года назначен производителем дел общего присутствия инженерного департамента с оставлением в директоре. 16 марта 1857 года переведён в 3 отделение собственной Его Императорского Величества канцелярии старшим чиновником. В 1860 году получил чин действительного статского советника.
С 9 февраля 1862 года — член Совета министра внутренних дел по делам книгопечатания. Одновременно 31 мая 1863 года назначен временно председательствующим в Петербургском цензурном комитете. С 30 августа 1865 года он — член Совета Главного управления по делам печати. С 23 февраля 1868 года — сенатор.
Скончался в Санкт-петербурге; похоронен в Исидоровской церкви Александро-Невской лавры.

## Награды
- Орден Святого Владимира 4-й ст. (1846).
- Орден Святой Анны 2-й ст. с Императорской короной (1848).
- Знак отличия беспорочной службы.
- Орден Святого Владимира 3-й ст. (1852).
- Бриллиантовый перстень с вензелевым изображением имени Его Величества (1854).
- Бронзовая медаль в память войны 1853—1856 (1856).